# مدرسة تفكيكية

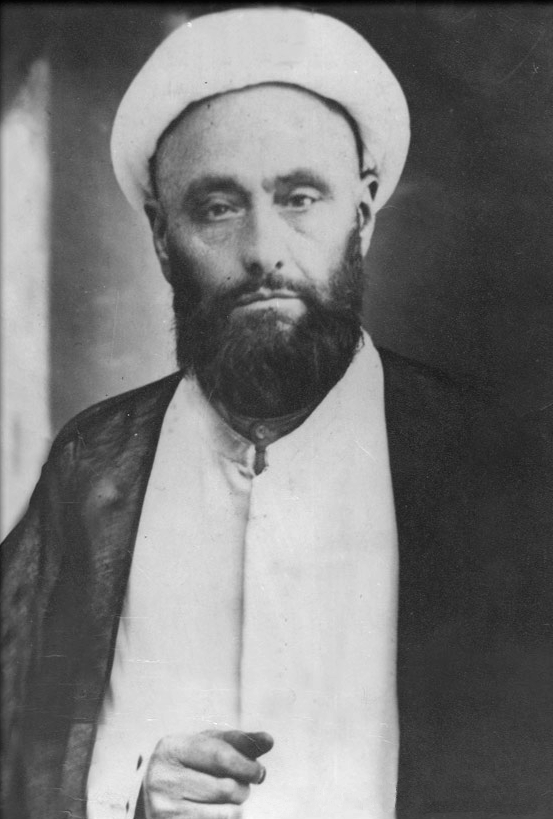
مهدي الأصفهاني مؤسس «المدرسة التفكيكية»

المدرسة التفكيكية (بالفارسية: مکتب تفکیک) هي مدرسة فكرية شيعية، أسسها مهدي الأصفهاني، وقد اتخذت هذه المدرسة من مدينة مشهد الإيرانية مبعثاً لها، ومن مدينتي قم وأصفهان فروعا لأفكارها. ومن أبرز حملة فكر هذه المدرسة حسن علي المرواريد، ومحمد باقر علم الهدى،. وهي لاتختلف مع بقية المدارس الشيعية إلا أنها ترفض إدخال الفلسفة والعرفان والتصوف إلى العقيدة. لذا فهم ينتقدون بشدة الملا صدرا والفيض الكشاني وغيرهم الذين أدخلوا الفلسلفة في الدين وليس مهدي الأصفهاني هو المؤسس الفعلي للمدرسة إذ هناك الكثيرة من علماء الشيعة عرفوا بإنتقادهم للفلسفة والعرفان من قبله الذين من أبزهم محمد باقر المجلسي

## مرتكزات المدرسة التفكيكية
- تجاوز مفاهيم وتعريفات وأصول الفلسفة وعدم إدخالها في فهم النص الديني.
- الرجوع إلى أهل اللغة لفهم معاني المفردات اللغوية.
- الرجوع إلى النبي وأوصياءه وحدهم في فهم متشابهات القرآن والتأويل والبطون.
- الاعتماد على كاشفية العقل والعلم.[9]